# Bataille pour Sievierodonetsk, Lyssytchansk et Roubijné
Ne doit pas être confondu avec bataille de Sievierodonetsk (2022), bataille de Lyssytchansk ou bataille de Roubijné.
Batailles
- Euromaïdan
- Révolution de la Dignité
- Manifestations anti-Maïdan

Annexion de la Crimée
- Invasion russe de la Crimée
- Prise du Parlement de Crimée
- Prise de la base navale sud
- Incident de Simféropol (en)
- Occupation russe de la Crimée

Troubles pro-russes
- Odessa
- Troubles pro-russes à Kharkiv (uk)
- Troubles pro-russes à Louhansk (uk)
- Bataille de la rue Rymarska (uk)
- Proclamation de la république de Crimée
- Prise de Donetsk (uk)
- Proclamation de la RP de Donetsk
- Proclamation de la RP d'Odessa (hu)
- Proclamation de la RP de Lougansk
- Affrontements à Odessa du 2 mai (uk)
- Incendie de la Maison des syndicats d'Odessa

Guerre du Donbass
- Sloviansk
- Marioupol
- 1re Donetsk
- Louhansk
- Il-76
- Saour-Mogyla
- Vol Malaysia Airlines 17
- 2e Donetsk
- Loutouhyne
- Ilovaïsk
- 3e Donetsk
- 32e barrage
- Volnovakha
- Debaltseve
- Marïnka
- Avdiïvka

La bataille pour Sievierodonetsk, Lyssytchansk et Roubijné, dans l'oblast de Donetsk, a lieu du 22 mai au 24 juillet 2014 dans le cadre de la guerre du Donbass. Elle voit des escarmouches éclater entre les forces gouvernementales ukrainiennes, la police locale et des militants séparatistes affiliés à la république populaire de Donetsk.

## Déroulement
En avril 2014, Roubijné et son agglomération passent sous le contrôle des forces de la « république populaire de Lougansk » (RPL). Elle est reprise après de violents combats par la garde nationale ukrainienne le 22 juillet 2014,. Des combats se poursuivent jusqu'en 2015 et sporadiquement les années suivantes. 
Le 22 mai, les combats commencent dans la région de Louhansk près de Roubijné, par la destruction d'un  pont, qui entraîne le redéploiement d'un bataillon de la 30e brigade mécanisée. Les combats continuent autour de la route T1302, avec la destruction d'un pont ferroviaire franchissant la rivière Donets.
Le 22 juillet 2014, les troupes séparatistes se retirent,.

## Conséquences

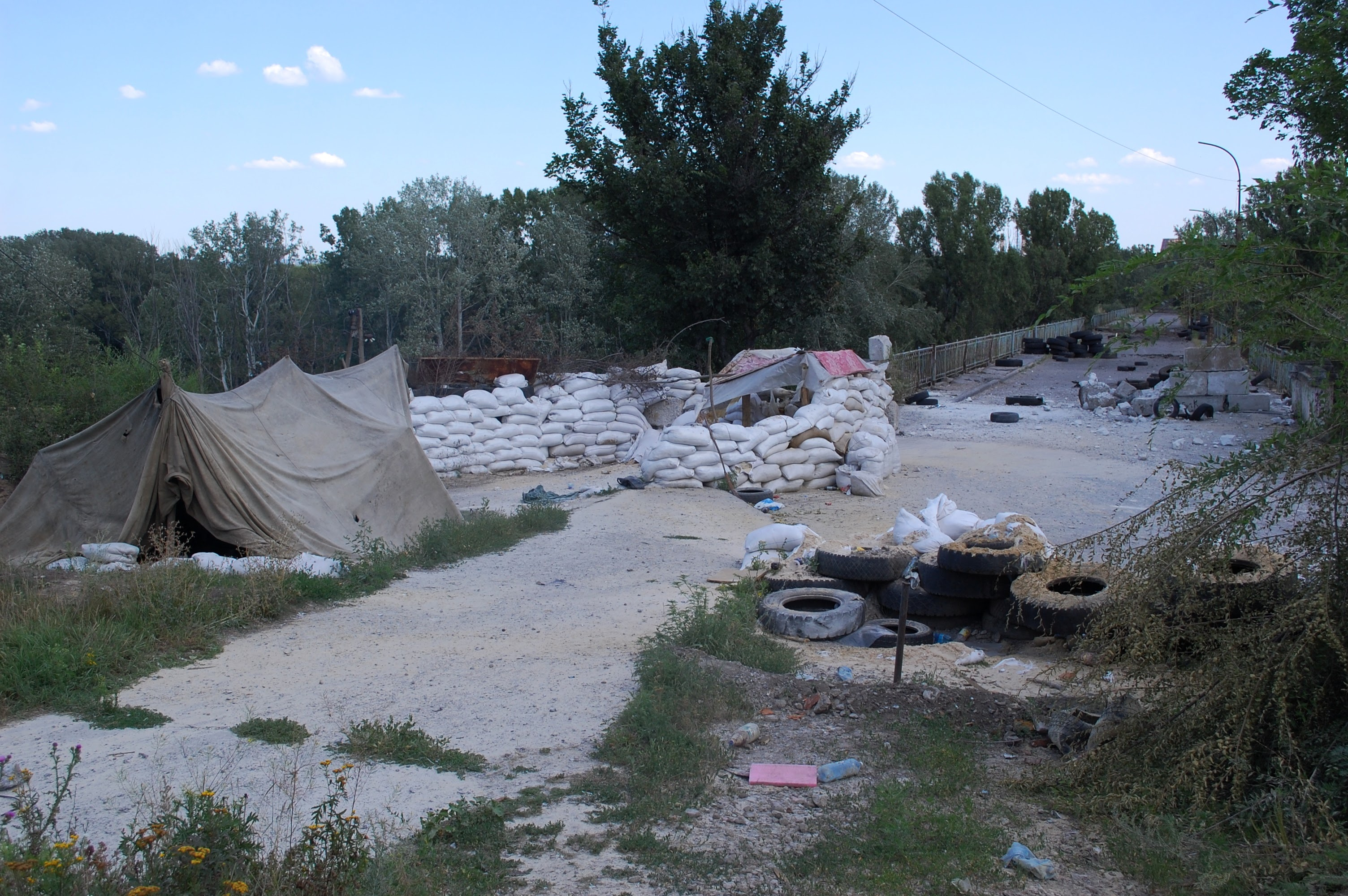
Vestiges d'un poste de contrôle du pont de Pavlograd, côté Lyssytchansk. 30 juillet 2014.

Des ponts sont sabotés et des infrastructures minées ; le front recule vers l'intérieur de l'Ukraine.
Le général Oleksandr Radiïevsky, commandant la 21e brigade de protection de l'ordre public et Pavlo Snitsar, colonel, le 23 juillet 2014 sont morts au combat,.